# Ura (fiume)
L'Ura (in russo Ура?), chiamata anche Kamenka, è un fiume della Russia siberiana orientale, affluente di sinistra della Lena. Scorre nella Siberia meridionale, nell'Olëkminskij ulus della Sacha (Jacuzia).

## Descrizione
Il fiume, che nasce sull'altopiano della Lena, scorre attraverso foreste lontano da insediamenti in direzione sud-ovest. La lunghezza del fiume è di 181 km, l'area del suo bacino è di 2 830 km². Sfocia nel fiume Lena a una distanza di 2366 km dalla sua foce. 
Il fiume è popolato dal luccio, la bottatrice e pesci del genere Sander.